# Smerdis
Smerdis, Bardia hay Bardiya là con của Cyrus Đại Đế nước Ba Tư. Ông đã bị anh là Cambyses II giết chết để bảo vệ cho ngai vàng.
Về sau, một thầy tế tên Gaumata đã giả tên Smerdis để soán ngôi, trong khi Cambyses đang ở Ai Cập. Gaumata lên ngôi một cách bình yên, Cambyses đem quân về dẹp loạn thì bị té ngựa mà chết. Sau khi làm vua được 7 tháng, Gaumata bị Darius I, cháu nội vua Arsames giết hại và chiếm ngôi.